# Cheryl Ladd
Cheryl Jean Stoppelmoor (Huron, Dakota del Sur, 12 de julio de 1951), más conocida como Cheryl Ladd, es una actriz, cantante y escritora estadounidense. Fue una de las protagonistas de la serie Los ángeles de Charlie.

## Carrera
La voz de Cheryl Ladd se dio a conocer interpretando el papel de "Cherie Moor" en la banda sonora de la serie de dibujos animados Josie and the Pussycats (1970). 
En 1972 hizo el papel de "Anna" en la película A dog of Flanders. Pero fue en 1977 cuando alcanzó la verdadera popularidad al reemplazar a Farrah Fawcett en la famosa serie policiaca de TV Los ángeles de Charlie, dando vida a Kris Munroe la hermana menor de aquella. Permaneció en la serie hasta su cancelación en 1981, siendo por lo tanto una de las que más tiempo actuó en el programa. En esa etapa fue contratada como rostro de marca para una campaña publicitaria del jabón Lux y cava Freixenet.
También protagonizó la serie One West Waikiki (1994-1996).  Ha aparecido en films del género romántico y dramático desde 1974 sumando una larga lista de interpretaciones en roles principales encarnando principalmente a mujeres honestas sumidas en situaciones complicadas.
Entre septiembre de 2000 y enero de 2001, Ladd asumió el papel de Annie Oakley en el musical de Broadway Annie Get Your Gun. Desde 2003 hasta la cancelación de la serie, interpretó el papel de Jillian Deline, en la serie de televisión Las Vegas.
Sheryl Ladd realizó roles románticos en un comienzo y en su madurez fue derivando hacia papeles de mujeres que se ven envueltas en situaciones difíciles y que deben demostrar o desarrollar valores para superarlas.
También ha mostrado interés como escritora de cuentos infantiles,   En 1996 publicó el libro infantil The Adventures of Little Nettie Windship. Nueve años después escribió Token Chick: A Woman’s Guide To Golfing With The Boys, de carácter autobiográfico.
En 2022 concursó en el Talent Show Dancing with the Stars.

## Vida personal
Estuvo casada con David Ladd, hijo del famoso actor Alan Ladd desde 1973 hasta 1980, con el que tuvo una hija, Jordan. Está casada desde 1981 con Bryan Russell, un productor discográfico escocés.

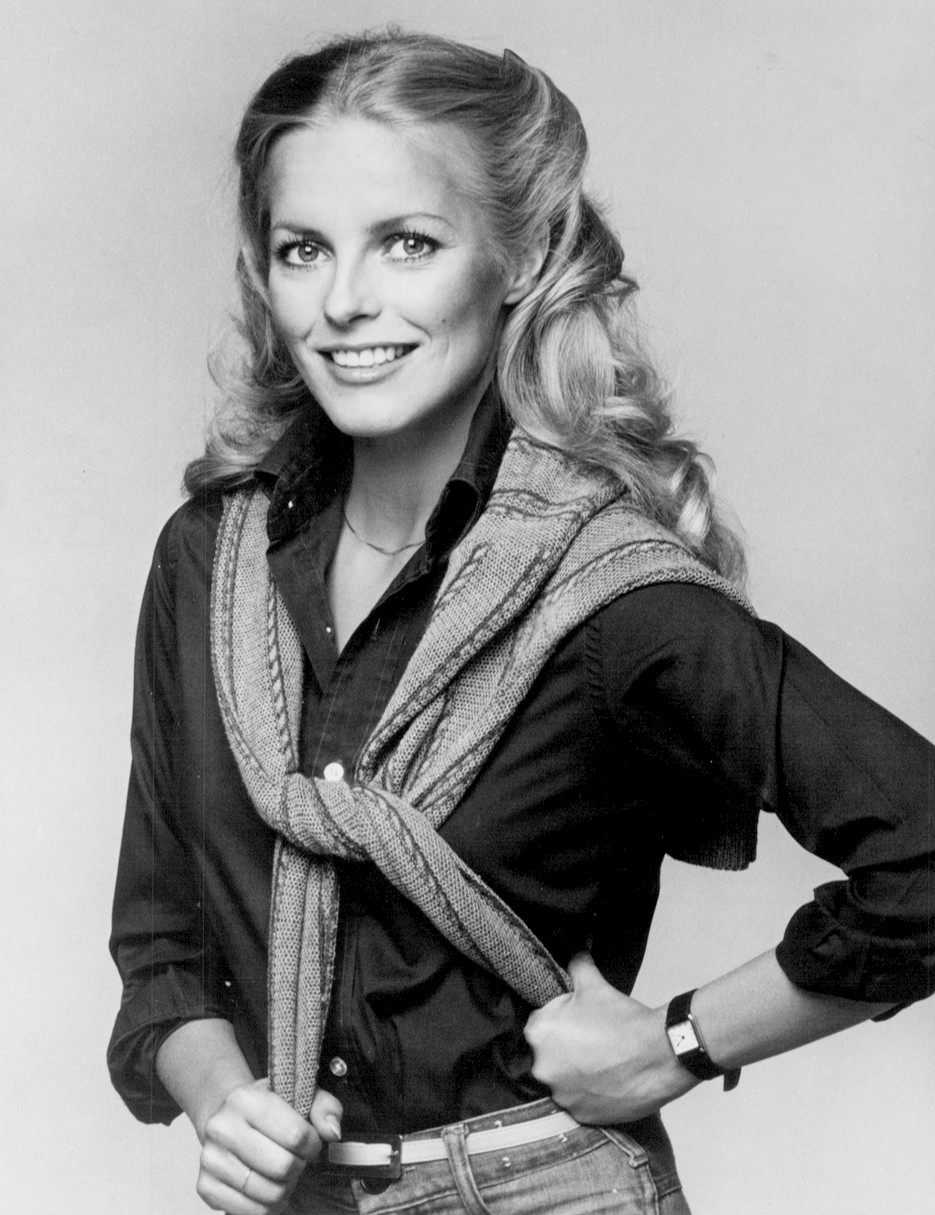
Cheryl Ladd en 1977.

## Filmografía

### Cine
| Año  | Título                                   | Personaje             | Notas         |
| ---- | ---------------------------------------- | --------------------- | ------------- |
| 1971 | Chrome and Hot Leather                   | Kathy                 |               |
| 1974 | The Treasure of Jamaica Reef             | Zappy                 |               |
| 1983 | Now and Forever                          | Jessie Clarke         |               |
| 1984 | Purple Hearts (Medalla al valor [Esp])   | Deborah Solomon       |               |
| 1989 | Millennium                               | Louise Baltimore      |               |
| 1989 | Lisa                                     | Katherine             |               |
| 1992 | Poison Ivy (Hiedra venenosa [Esp])       | Georgie Cooper        |               |
| 1998 | Permanent Midnight (Doble vida [Esp])    | Pamela Verlaine       |               |
| 1999 | A Dog of Flanders                        | Anna                  |               |
| 2007 | Walk Hard: The Dewey Cox Story           | Ella misma            | No acreditada |
| 2008 | Holiday Baggage (Rumbo inesperado [Esp]) | Sarah Murphy          |               |
| 2012 | Santa Paws 2: The Santa Pups             | Sra. Claus            |               |
| 2014 | The Perfect Wave                         | Sra. McCormack (Mami) |               |
| 2017 | Unforgettable                            | Helen / Lovey         |               |
| 2017 | Camera Store                             | Alma                  |               |

### Televisión
| Año       | Título                                                                        | Personaje                    | Notas |
| --------- | ----------------------------------------------------------------------------- | ---------------------------- | --- |
| 1970–1971 | Josie and the Pussycats                                                       | Melody Valentine             | Voz cantante. 16 Episodios                                                                                             |
| 1972      | The Rookies                                                                   | Muchacha                     | Episodio: "The Good Die Young"                                                                                         |
| 1972      | Alexander Zwo                                                                 | Nelly                        | Episodio: "Das gestohlene Ich"                                                                                         |
| 1972      | The Ken Berry 'Wow' Show                                                      | Ella misma                   | 5 Episodios |
| 1972–1973 | Search                                                                        | Amy Love                     | 3 Episodios |
| 1973      | Harry O                                                                       | Quinceañera                  | Episodio: "Such Dust as Dreams Are Made On"                                                                            |
| 1973      | Ironside                                                                      | Gwen                         | Episodio: "A Game of Showdown"                                                                                         |
| 1973      | Satan's School for Girls                                                      | Jody Keller                  | Película de televisión. Coprotagonizada con Kate Jackson                                                               |
| 1973      | The Partridge Family                                                          | Johanna Houser               | Episodio: "Double Trouble"                                                                                             |
| 1974      | The Streets of San Francisco                                                  | Susan Ellen Morley           | Episodio: "Blockade"                                                                                                   |
| 1974      | Happy Days                                                                    | Cindy Shea                   | Episodio: "Wish Upon a Star"                                                                                           |
| 1975      | Switch                                                                        | Jill Lorimer                 | Episodio: "Death by Resurrection"                                                                                      |
| 1977      | Police Woman                                                                  | Kate                         | Episodio: "Silky Chamberlain"                                                                                          |
| 1977      | Police Story                                                                  | Buffy                        | Episodio: "Prime Rib"                                                                                                  |
| 1977      | Code R                                                                        | Ruth Roberts                 | Episodio: "The Aliens"                                                                                                 |
| 1977      | The Fantastic Journey                                                         | Natica                       | Episodio: "The Innocent Pray"                                                                                          |
| 1977      | The San Pedro Beach Bums                                                      | Ella misma                   | Episodio: "Angels and the Bums"                                                                                        |
| 1977–1981 | Charlie's Angels                                                              | Kris Munroe                  | 87 Episodios; reemplazó a Farrah Fawcett y fue el segundo "ángel" con mayor número de episodios, luego de Jaclyn Smith |
| 1978      | The Muppet Show                                                               | Invitada                     | Episodio: "Cheryl Ladd"                                                                                                |
| 1979      | Carol Burnett & Company                                                       | Invitada                     | Episodio: "Pilot" |
| 1979      | When She Was Bad                                                              | Betina "Teeny" Morgan        | Película de televisión                                                                                                 |
| 1983      | Kentucky Woman                                                                | Maggie Telford               | Película de televisión                                                                                                 |
| 1983      | Grace Kelly                                                                   | Grace Kelly                  | Película de televisión                                                                                                 |
| 1983      | The Hasty Heart                                                               | Margaret                     | Película de televisión                                                                                                 |
| 1985      | Romance on the Orient Express                                                 | Lily Parker                  | Película de televisión                                                                                                 |
| 1985      | A Death in California                                                         | Hope Masters                 | Miniserie |
| 1986      | Crossings                                                                     | Liane DeVilliers             | Miniserie |
| 1987      | Deadly Care                                                                   | Ann Halloran                 | Película de televisión                                                                                                 |
| 1988      | Bluegrass                                                                     | Maude Sage Breen             | Película de televisión                                                                                                 |
| 1989      | The Fulfillment of Mary Gray                                                  | Mary Gray                    | Película de televisión                                                                                                 |
| 1990      | Jekyll & Hide                                                                 | Sara Crawford llamada Lanyon | Película de televisión                                                                                                 |
| 1990      | The Girl Who Came Between Them                                                | Laura                        | Película de televisión                                                                                                 |
| 1990      | Crash: The Mystery of Flight 1501                                             | Diane Halstead               | Película de televisión                                                                                                 |
| 1991      | Changes                                                                       | Melanie Adams                | Película de televisión                                                                                                 |
| 1991      | Locked Up: A Mother's Rage                                                    | Annie Gallagher              | Película de televisión. Llamada también: "The Other Side of Love"                                                      |
| 1993      | Dead Before Dawn                                                              | Linda                        | Película de televisión                                                                                                 |
| 1993      | Broken Promises: Taking Emily Back                                            | Pam Cheney                   | Película de televisión                                                                                                 |
| 1994      | Dancing with Danger                                                           | Mary Dannon                  | Película de televisión                                                                                                 |
| 1996      | Kiss and Tell                                                                 | Jean McAvoy                  | Película de televisión                                                                                                 |
| 1996      | The Haunting of Lisa (Mente tortuosa [Esp])                                   | Ellen Downey                 | Película de televisión                                                                                                 |
| 1994–1996 | One West Waikiki                                                              | Dawn "Holli" Holliday, M.E.  | 21 Episodios |
| 1996      | Vows of Deception                                                             | Lucinda / Lucy Ann Michaels  | Película de televisión                                                                                                 |
| 1997      | Ink                                                                           | Mercedes                     | Episodio: "The Black Book"                                                                                             |
| 1998      | Every Mother's Worst Fear (Pánico en la red [Esp])                            | Connie Hoagland              | Película de televisión. Coprotagonizada por su hija, Jordan Ladd                                                       |
| 1998      | Perfect Little Angels (Vecinos perfectos [Esp])                               | Elaine Friedman              | Película de televisión                                                                                                 |
| 1999      | Jesse                                                                         | Mary Anne Myers              | Episodio: "Crazy White Female"                                                                                         |
| 1999      | Michael Landon, the Father I Knew (Michael Landon: el padre que conocí [Esp]) | Lynn Noe Landon              | Película de televisión                                                                                                 |
| 2000      | Two Guys, a Girl and a Pizza Place                                            | Madre de Berg                | 2 Episodios |
| 2002      | Her Best Friend's Husband (El marido de su mejor amiga [Esp])                 | Jane Thornton                | Película de televisión                                                                                                 |
| 2003      | Charmed                                                                       | Doris Bennett                | Episodio: "The Day the Magic Died"                                                                                     |
| 2003–2008 | Las Vegas                                                                     | Jillian Deline               | 29 Episodios |
| 2004      | Hope and Faith                                                                | Mary Jo Johnson Fairfield    | Episodio: "9021-Uh-Oh"                                                                                                 |
| 2004      | Eve's Christmas (La Navidad de Eve [Esp])                                     | Diane Simon                  | Película de televisión                                                                                                 |
| 2006      | Though None Go with Me                                                        | Elizabeth Bishop             | Película de televisión                                                                                                 |
| 2009      | CSI: Miami                                                                    | Amanda Collins               | Episodio: "Bolt Action"                                                                                                |
| 2011      | Love's Everlasting Courage                                                    | Irene                        | Película de televisión                                                                                                 |
| 2011      | NCIS                                                                          | Mary Courtney                | Episodio: "Thirst" |
| 2011      | Chuck                                                                         | Emma                         | Episodio: "Chuck Versus The Baby"                                                                                      |
| 2014      | Anger Management                                                              | Joanne                       | Episodio: "Charlie Gets Tied Up with A Catholic Girl"                                                                  |
| 2015      | Ray Donovan                                                                   | Tina Harvey                  | Episodio: "Breakfast of Champions"                                                                                     |
| 2015      | Garage Sale Mystery: The Wedding Dress                                        | Helen Whitney Carter         | Película de televisión                                                                                                 |
| 2016      | The People v. O.J. Simpson: American Crime Story                              | Linell Shapiro               | 4 Episodios |
| 2017      | Ballers                                                                       | Alcalde de Las Vegas         | Episodio: "Bull Rush"                                                                                                  |
| 2017      | Royal New Year's Eve                                                          | Abigail                      | Película de televisión                                                                                                 |
| 2018      | Malibu Dan the Family Man                                                     | Pamela Marshall              | 2 Episodios |
| 2018      | The Christmas Contract                                                        | Renee Guidry                 | Película de televisión                                                                                                 |
| 2019      | Grounded for Christmas                                                        | Susan                        | Película de televisión                                                                                                 |
| 2020      | Christmas Unwrapped                                                           | Janet Cohen                  | Película de televisión                                                                                                 |

## Discografía

### Álbumes de estudio
| Año  | Título                  | Etiqueta        | Notas              |
| ---- | ----------------------- | --------------- | ------------------ |
| 1970 | Josie and the Pussycats | Capitol Records |                    |
| 1978 | Cheryl Ladd             | Capitol Records |                    |
| 1979 | Dance Forever           | Capitol Records |                    |
| 1981 | Take a Chance           | Capitol Records | En Japón           |
| 1982 | You Make It Beautiful   | Capitol Records | Miniálbum en Japón |

### Sencillos
| Año  | Título | Etiqueta                      | Estreno            | N.º de Catálogo |
| ---- | --- | ----------------------------- | ------------------ | --------------- |
| 1970 | "Every Beat Of My Heart" b/w "It's All Right With Me" (como un miembro de Josie and the Pussycats)         | Capitol Records               | 45 rpm             | 2967            |
| 1970 | "Inside, Outside, Upside Down" b/w "A Letter To Mama" (Josie and the Pussycats)                            | Kellogg's Cereal Promo Record |                    | CP-58           |
| 1970 | "Josie" b/w "With Every Beat Of My Heart" (Josie and the Pussycats)                                        | Kellogg's Cereal Promo Record |                    | CP-59           |
| 1970 | "Voodoo" b/w "If This Isn't Love" (Josie and the Pussycats)                                                | Kellogg's Cereal Promo Record |                    | CP-60           |
| 1970 | "It's Gotta Be Him" b/w "I Wanna Make You Happy" (Josie and the Pussycats)                                 | Kellogg's Cereal Promo Record |                    | CP-61           |
| 1971 | "Stop Look And Listen" b/w "You've Come A Long Way Baby" (Josie and the Pussycats)                         | Capitol Records               | 45 rpm             | P-3045          |
| 1974 | "The Family" b/w "Mamma Don't Be Blue"                                                                     | Warner Bros                   | 45 rpm             | 7821            |
| 1976 | "Country Love" b/w "He's Looking More Everyday Like The Man Who Broke My Heart"                            | Capitol Records               | 45 rpm             | 4215            |
| 1978 | "Think It Over" b/w "Here Is A Song"                                                                       |                               |                    | 4599            |
| 1978 | "Good Good Lovin'" b/w "Skinnydippin"                                                                      |                               |                    | 4650            |
| 1978 | "Skinnydippin'"(Extended Version) (either side)                                                            |                               | 12" Promo Sencillo | SPRO-8894       |
| 1978 | "Walking in the Rain" b/w "I'll Come Running"                                                              | Capitol Records Japan         | 45 rpm             | ECR-20516       |
| 1979 | "Missing You" b/w "Thunder In The Distance"                                                                | Capitol Records               |                    | 4698            |
| 1979 | "Missing You" (Extended Version) (either side)                                                             |                               | 12" Promo Sencillo | SPRO-9096       |
| 1979 | "Dance Forever" b/w "Missing You"                                                                          | Capitol Records Japan         | 45 rpm             | ECR-20575       |
| 1980 | "Where Is Someone To Love Me" b/w "Just Like Old Times"                                                    |                               |                    | ECR-17013       |
| 1981 | "Just Another Lover Tonight" b/w "Television"                                                              |                               |                    | ECR-17205       |
| 1981 | "Take A Chance" b/w "Victim Of The Circumstance"                                                           |                               |                    | ECR-17155       |
| 1982 | "Can't Say No To You" b/w "You Make It Beautiful" (duet with Frankie Valli)                                | Capitol Records               |                    | B-5115          |
| 1982 | "You Make It Beautiful" (duet with Frankie Valli) b/w "Can't Say No To You/Love And Passion/Sakura Sakura" | Capitol Records Japan         | EP                 | ECS-41010       |